# Упхонып
Упхоны́п (кор. 우포늪) — водно-болотное угодье в уезде Чханнён провинции Кёнсан-Намдо Республики Кореи. С 1997 года в статусе экологической охраняемой территории, с 1998 года в Рамсарском списке водно-болотных угодий международного значения, с 2011 года — кандидат на включение в список всемирного наследия ЮНЕСКО. Болота Упхонып — место обитания более 100 видов растений и более 1000 видов животных, а также важный археологический объект.

## География и геология
Болота Упхонып располагаются на территории четырёх волостей (мён) уезда Чханнён провинции Кёнсан-Намдо на юго-востоке Республики Кореи. Комплекс водно-болотных угодий представляет собой четыре соседствующих болота общей площадью 231,4 га — Упхонып (우포늪), Мокпхонып (목포늪), Саджипхо (사지포) и Ччокчиболь (쪽지벌).
Упхонып — древние болота, сформировавшиеся около 140 млн лет назад, примерно тогда же, когда и сам Корейский полуостров. Их формирование стало результатом постепенного проседания мягких почв, когда в образовавшийся бассейн устремились наземные воды, несущие осадочные породы с окрестных гор; уже 100 млн лет назад в этих болотах обитали динозавры. Позже на формирование болот и окрестных низинных пойменных лугов оказало влияние вторжение морских вод, проникавших вглубь полуострова вдоль долины реки Нактонган. В настоящее время средняя глубина болот Упхонып составляет менее 1 метра.

## Экология и археология
В начале XXI века на территории болот Упхонып зафиксировано свыше ста видов растений, в том числе 72 вида гидрофитов и 28 видов полностью водных растений. В болотах Упхо обитает более тысячи видов животных. Число зафиксированных видов птиц (в том числе пролётных) достигает 160 — существенное увеличение по сравнению с 1980-ми годами, когда в этом регионе насчитывалось 67 видов птиц. Это расширение биологического разнообразия связывается с превращением болот Упхонып в охраняемую зону. В общей сложности в болотах Упхонып насчитывается свыше 10 редких (на региональном или мировом уровне) биологических видов, в том числе утка косатка (8 % мировой популяции которой гнездится в этих местах), чирок-клоктун, колпица и красноногий ибис (вид проходит реинтродукцию на Корейском полуостров), а из растений — эвриала устрашающая.
Важным свидетельством ландшафтных процессов, завершавших формирование болот Упхонып уже на человеческой памяти, являются ракушечные кухонные кучи, оставшиеся от неолитических племён, живших вдоль тогдашнего морского побережья. В этих кучах обнаружены многочисленные раковины морских желудей, рыболовные снасти, каменные пестики и жернова, деревянные изделия и осколки глиняной посуды; в одной из куч была найдена древняя деревянная лодка, возраст которой оценивается в 7,5 тысяч лет.

## Охрана и туризм
В 1962 году болотам Упхонып, как месту гнездования перелётных птиц, в Республике Корее был присвоен статус памятника природы; этот статус был снят в 1973 году из-за падения числа перелётных птиц в регионе. В 1993 году болота Упхонып получили статус экосистемы под постоянным наблюдением, а в 1997 году — естественной экологической охраняемой территории. Этот статус был присвоен не только самим болотам, но и окружающей территории общей площадью 8,54 км². В марте 1998 года болота Упхонып были включены в Рамсарский список водно-болотных угодий международного значения. В 2004 году охранный статус болот Упхонып был изменён, и с тех пор они являются охраняемой экосистемой и объектом экотуризма. В 2011 году правительство Республики Кореи выдвинуло болота Упхонып в качестве кандидата на включение в список всемирного наследия ЮНЕСКО.

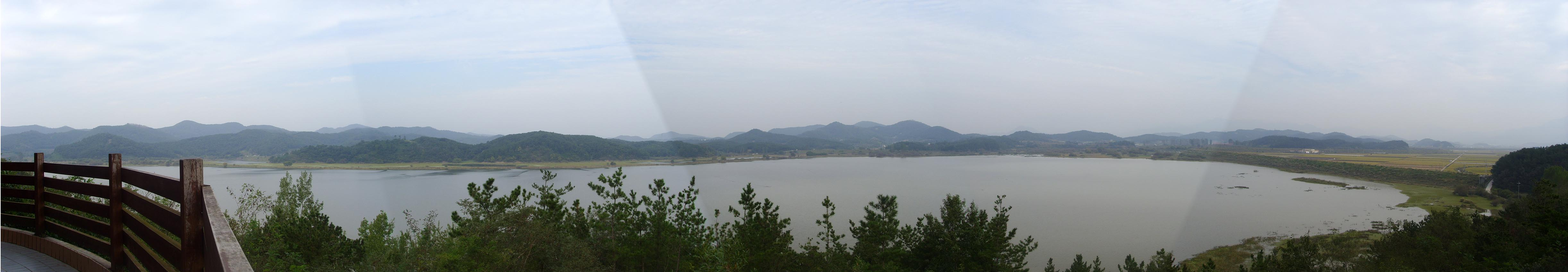
Панорама болота Упхо — наиболее крупного из четырёх болот комплекса

На территории болот Упхонып туристам предлагается ряд достопримечательностей, как природных, так и исторических. Этот регион — популярное место наблюдения за птицами, в августе и сентябре туристов привлекают роящиеся светляки, а в безветренные ясные дни, когда перепад температур между ночью и днём превышает 10 °C, над болотами можно наблюдать знаменитый «дождь-туман». Привлекательными для туристов объектами являются также местные ивовые рощи и площадки для наблюдения за звёздами.